# 马成德
马成德（1919年—2003年），曾用名承德，男，奉天（今辽宁）营口人，中华人民共和国政治人物，曾任中华人民共和国冶金工业部副部长。